# Robert Reichel
Robert Reichel (* 25. Juni 1971 in Litvínov, Tschechoslowakei) ist ein ehemaliger tschechischer Eishockeyspieler, der in seiner Karriere unter anderem für die Calgary Flames, die New York Islanders und die Toronto Maple Leafs in der National Hockey League sowie für den HC Litvínov in der tschechischen Extraliga gespielt hat. Seit seinem Karriereende 2010 arbeitet er als Eishockeytrainer, seit 2015 als Cheftrainer der U18-Nationalmannschaft Tschechiens. Seit 2015 ist er Mitglied der IIHF Hall of Fame.

## Karriere
Robert Reichel begann seine Karriere in Tschechien beim CHZ Litvínov, wo er als Mittelstürmer überzeugen konnte. Während des NHL Entry Draft 1989 sicherten sich die Verantwortlichen der Calgary Flames seine Rechte, als sie ihn in der vierten Runde an insgesamt 70. Position auswählten. Ein Jahr später, im Sommer 1990, wechselte Reichel in die National Hockey League zu den Flames.

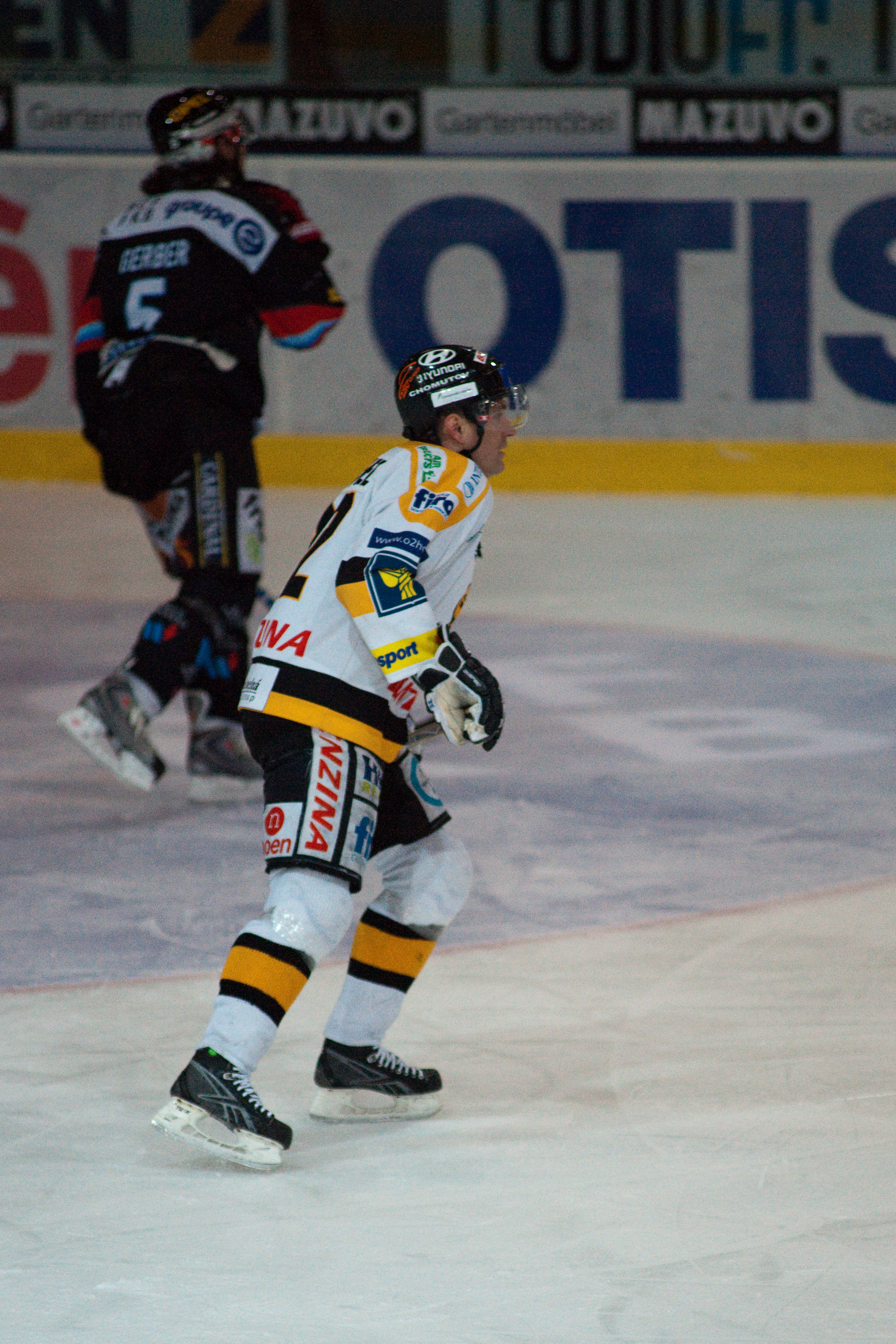
Robert Reichel im Trikot des HC Litvínov 2010

Er konnte sich von Jahr zu Jahr steigern und erreichte in seiner vierten Saison in der NHL 93 Scorerpunkte in 83 absolvierten Ligapartien. Der Start der NHL-Saison verzögerte sich aufgrund eines Lockout, weshalb Robert Reichel in Deutschland bei den Frankfurt Lions einen Vertrag unterschrieb. Bis Januar 1995 spielte er dort, dann begann die NHL-Saison doch noch. Für die Saison 1995/96 ging Reichel nochmal nach Frankfurt und spielte eine Saison in der Deutschen Eishockey Liga. 1996 kehrte er nach Calgary zurück. Im März 1997 wurde er zu den New York Islanders transferiert.
Die Zeit in New York verlief nicht besonders positiv. Zwar erzielte er eine konstante Punktzahl von über 60 Punkten, doch die Playoffs konnte er mit dem Team nie erreichen. Bei den Olympischen Winterspielen 1998 gewann er mit dem tschechischen Team die Goldmedaille. Im März 1999 transferierte man ihn zu den Phoenix Coyotes, wo er die Saison zu Ende spielte, dann kehrte er jedoch in seine tschechische Heimat zurück und war dort zwei Jahre für seinen alten Verein CHZ Litvínov aktiv.
Zur Spielzeit 2001/02 transferierte das Management der Phoenix Coyotes die Rechte an Robert Reichel an die Toronto Maple Leafs, der daraufhin in die NHL zurückkehrte. Bis zum Sommer 2004 spielte er in Toronto. Die Saison 2004/05 musste durch einen Spielerstreik komplett abgesagt werden. Der Offensivspieler unterschrieb anschließend einen Vertrag bei seinem Heimatverein HC Litvínov, für den er bis 2010 als Mannschaftskapitän aufs Eis ging.
Am 28. Dezember 2007 erzielte Reichel beim Spiel seines HC Litvínov gegen den HC Slavia Prag nach 2:39 Minuten auf Zuspiel von Peter Jánský das 1:0. Es war sein 250. Treffer in Extraliga und Nationalmannschaft.
Nach der Saison 2009/10 beendete er seine Karriere und wurde neuer Cheftrainer seines Heimatclubs. Am 22. Januar 2011 trat er von diesem Posten zurück. Im August 2011 wurde er zum Cheftrainer der tschechischen U16-Nationalmannschaft ernannt. In der Saison 2014/15 betreute er die U17-, in der Saison 2015/16 die U18- und U19-Nationalmannschaft.

## Erfolge und Auszeichnungen
| - 1988 Goldmedaille bei der U18-Junioren-Europameisterschaft - 1989 Bronzemedaille bei der U20-Junioren-Weltmeisterschaft - 1989 Silbermedaille bei der U18-Junioren-Europameisterschaft - 1989 Topscorer und All-Star-Team der U18-Junioren-Europameisterschaft - 1990 Bronzemedaille bei der U20-Junioren-Weltmeisterschaft - 1990 Bronzemedaille bei der Weltmeisterschaft - 1992 Bronzemedaille bei der Weltmeisterschaft | - 1996 Goldmedaille bei der Weltmeisterschaft - 1997 Bronzemedaille bei der Weltmeisterschaft - 1998 Goldmedaille bei den Olympischen Winterspielen - 1998 Bronzemedaille bei der Weltmeisterschaft - 2000 Goldmedaille bei der Weltmeisterschaft - 2001 Goldmedaille bei der Weltmeisterschaft - 2015 Aufnahme in die IIHF Hall of Fame |

## Karrierestatistik

### International
Insgesamt absolvierte Reichel 156 Länderspiele, in denen er 45 Tore erzielte.

## Familie
Während Robert Reichel hauptsächlich in der NHL gespielt hat und mit dem tschechischen Nationalteam 1998 Olympiasieger wurde, spielte sein jüngerer Bruder Martin Reichel ausschließlich in der DEL und nahm mit der deutschen Nationalmannschaft an vielen Turnieren teil.
Sein Sohn Kristian Reichel ist ebenso professioneller Eishockeyspieler wie seine beiden Neffen Thomas und Lukas Reichel, die Söhne seines Bruders Martin.